# Konstantinos Sirbas
Konstantinos Sirbas (* 1922 in Trikala, Thessalien; † 18. April 1944 ebenda) war ein Friseur, der im griechischen Widerstand gegen den Nationalsozialismus und die deutsche Wehrmacht kämpfte.

## Leben
Konstantinos Sirbas war als Mitglied der Kommunistischen Partei einer der ersten Anhänger der EAM, der Nationalen Befreiungsfront (Ethnikon apeleftherotikon metapon). Die EAM war die größte griechische Widerstandsorganisation. Konstantinos Sirbas war besonders in den Widerstandsgruppen auf dem Lande in der Umgebung von Trikala (Thessalien) im aktiven Widerstand. Erstmals wurde er im Herbst 1943 von italienischen Soldaten verhaftet, doch nach dem 8. September 1943 wieder freigelassen, als sich ein Teil der italienischen Truppen den griechischen Widerstandskämpfern anschloss.
Als bei einer Aktion gegen das deutsche Präsidium der Besatzung von Trikala sowie gegen die griechischen Kollaborationisten der ESAAD acht deutsche Soldaten getötet wurden, wurde Konstantinos Sirbas am 18. April 1944 erneut gefangen genommen, ins Ortsgefängnis gebracht, misshandelt und in Gegenwart seines Vaters am gleichen Tag (18. April 1944) auf dem Hauptplatz von Trikala von den Deutschen und griechischen Kollaborationisten gehängt. Mit Konstantinos Sirbas wurden auch seine Kameraden Braggis, Petros Cianakas, Sergios Gazzos und Konstantinos Steriopoulos gehängt.
Konstantinos Sirbas schrieb einen Abschiedsbrief an seinen Vater, der in dem Sammelband Lettere di condannati a morte della Resistenza Europea (Letzte Briefe zum Tode Verurteilter aus dem europäischen Widerstand), veröffentlicht ist.
Der italienische Komponist Luigi Nono wählte aus dem Sammelband für den Text seines 1956 geschriebenen Chorwerkes Il canto sospeso zehn Abschiedsbriefe – unter anderem auch den Brief von Konstantinos Sirbas.

Der Abschiedsbrief von Konstantinos Sirbas ist mit dem folgenden Auszug dokumentiert.

„Mein verehrter Vater!
In zwei Stunden werden sie mich auf dem Platz hängen, weil ich ein Patriot bin. Da kann man nichts machen. Sei nicht verbittert, Vater; so war es mir beschieden. Ich sterbe in Gesellschaft, Lebe wohl. Auf Wiedersehn in der andern Welt. ich erwarte Euch, und der Tag, wann Ihr kommen werdet, wird ein Festtag sein. Meine Kleider holet bei der Polizei. Meine Brieftasche enthielt nichts. Aber sie ist neu, nimm Du sie, Papa. Erinnere Dich daran, dass Dein Sohn geht, darüber erbittert, dass er die Glocken der Freiheit nicht hören wird.
Kostas
Es stand geschrieben, dass ich im April sterbe.“

Übersetzungen des Briefes in mehrere Sprachen finden sich in dem interaktiven italienischen Portal Canzoni contro la guerra.

## CDs
- Audio-CD Luigi Nono ‚Il canto sospeso’, Berliner Philharmoniker, Dirigent: Claudio Abbado, Sprecher: Susanne Lothar und Bruno Ganz – Sony Classical 1993 (Dokumentation Beiheft)
- DVD Luigi Nono Il canto sospeso Sonderedition EU 2013 für deutsche Schulen im Ausland – Patronat: Guido Westerwelle, Bundesminister des Auswärtigen  © Fondazione L’Unione Europea Berlin ISBN 978-3-943933-00-0.